# Unorthodox
Unorthodox és una minisèrie dramàtica de televisió web germano-estatunidenca que es va estrenar a la plataforma Netflix el 26 de març de 2020. La sèrie està basada en l'autobiografia de Deborah Feldman, Unorthodox: The Scandalous Rejection of My Hasidic Roots. És la primera sèrie de Netflix parlada principalment en ídix.

## Argument
Una jove jueva de 19 anys anomenada Esty fuig del seu matrimoni pactat i de la seva comunitat ultraortodoxa de Williamsburg (Brooklyn, Nova York). Es trasllada a Berlín, on viu la seva mare i intenta adaptar-se a una vida laica i fer classes en un conservatori de música. El seu marit, que descobreix que estava embarassada, viatja a Berlín amb el seu cosí, per ordre del seu rabí, per intentar trobar-la.

## Inspiració
La sèrie està inspirada i es basa vagament en les memòries Unorthodox: The Scandalous Rejection of My Hasidic Roots de Deborah Feldman, que va abandonar el moviment satmar, una comunitat hassídica de la ciutat de Nova York. La sèrie està filmada en diversos idiomes: anglès, ídix i alemany. El guió és obra d'Anna Winger i Alexa Karolinski, la direcció és de Maria Schrader i la producció, d'Alexa Karolinski. Va ser filmada a Berlín. Unorthodox és la primera sèrie de Netflix que es troba principalment en ídix.
Netflix també va llançar un documental de vint minuts, Making Unorthodox, que narra el procés de creació i de filmació.

## Repartiment
- Shira Haas com a Esther "Esty" Shapiro
- Jeff Wilbusch com a Moishe Lefkovitch
- Amit Rahav com a Yanky Shapiro
- Alex Reid com a Leah Mandelbaum
- Ronit Asheri com Malka Schwartz
- Gera Sandler com a Mordechai Schwartz
- Dina Doron com a àvia d'Esty ("Bubbe")
- Aaron Altaras com a Robert
- Tamar Amit-Joseph com a Yael Roubeni
- Aziz Deyab com a Salim
- David Mandelbaum com a Zeidy
- Delia Mayer com a Miriam Shapiro
- Feliz Mayr com a Mike
- Eli Rosen com a rabí Yossele
- Safinaz Sattar com a Dasia
- Langston Uibel com a Axmed
- Isabel Schosnig com a Nina Decker
- Laura Beckner com a Vivian Dropkin
- Harvey Friedman com a Symcha Shapiro
- Lenn Kudrjawizki com a Igor
- Yousef 'Joe' Sweid com a Karim Nuri